# Kilian Fischer
Kilian Fischer (Miltenberg, 12 ottobre 2000) è un calciatore tedesco, difensore del Wolfsburg.

## Carriera

### Club
Cresciuto nel settore giovanile del Monaco 1860, dal 2017 al 2019 gioca 10 incontri con la squadra riserve. Nel 2019 viene acquistato dal Türkgücü, con cui ottiene la promozione in terza divisione al termine della stagione 2019-2020. Il 27 maggio 2021 viene ingaggiato a parametro zero dal Norimberga, società militante in Zweite Bundesliga. Il 10 giugno 2022 firma un contratto quinquennale con il Wolfsburg e il 29 ottobre successivo ha esordito in Bundesliga, in occasione dell'incontro vinto per 4-0 contro il Bochum, subentrando al minuto 81' a Ridle Baku.

### Nazionale
Il 29 marzo 2022 debutta con la nazionale tedesca Under-21 nell'incontro vinto per 0-1 contro Israele, valido per le qualificazioni al campionato europeo di calcio Under-21 2023.

## Statistiche

### Presenze e reti nei club
Statistiche aggiornate al 25 febbraio 2023.
| Stagione              | Squadra               | Campionato            | Campionato | Campionato | Coppe nazionali | Coppe nazionali | Coppe nazionali | Coppe continentali | Coppe continentali | Coppe continentali | Altre coppe | Altre coppe | Altre coppe | Totale | Totale |
| Stagione              | Squadra               | Comp                  | Pres       | Reti       | Comp            | Pres            | Reti            | Comp               | Pres               | Reti               | Comp        | Pres        | Reti        | Pres   | Reti   |
| --------------------- | --------------------- | --------------------- | ---------- | ---------- | --------------- | --------------- | --------------- | ------------------ | ------------------ | ------------------ | ----------- | ----------- | ----------- | ------ | ------ |
| 2017-2018             | Monaco 1860 II        | BaL                   | 6          | 0          |                 | -               | -               |                    | -                  | -                  |             | -           | -           | 6      | 0      |
| 2018-2019             | Monaco 1860 II        | BaL                   | 4          | 0          |                 | -               | -               |                    | -                  | -                  |             | -           | -           | 4      | 0      |
| Totale Monaco 1860 II | Totale Monaco 1860 II | Totale Monaco 1860 II | 10         | 0          |                 | -               | -               |                    | -                  | -                  |             | -           | -           | 10     | 0      |
| 2019-2020             | Türkgücü              | RL                    | 13         | 0          |                 | -               | -               |                    | -                  | -                  |             | -           | -           | 13     | 0      |
| 2020-2021             | Türkgücü              | 3L                    | 26         | 0          |                 | -               | -               |                    | -                  | -                  |             | -           | -           | 26     | 0      |
| Totale Türkgücü       | Totale Türkgücü       | Totale Türkgücü       | 39         | 0          |                 | -               | -               |                    | -                  | -                  |             | -           | -           | 39     | 0      |
| 2021-2022             | Norimberga II         | RL                    | 2          | 0          |                 | -               | -               |                    | -                  | -                  |             | -           | -           | 2      | 0      |
| 2021-2022             | Norimberga            | 2L                    | 20         | 0          | CG              | 0               | 0               |                    | -                  | -                  |             | -           | -           | 20     | 0      |
| 2022-2023             | Wolfsburg             | BL                    | 4          | 0          | CG              | 0               | 0               |                    | -                  | -                  |             | -           | -           | 4      | 0      |
| Totale carriera       | Totale carriera       | Totale carriera       | 75         | 0          |                 | 0               | 0               |                    | -                  | -                  |             | -           | -           | 75     | 0      |